# Claudia Pía Baudracco
Claudia Pía Baudracco (La Carlota, 22 de octubre de 1970-Buenos Aires, 18 de marzo de 2012) fue una reconocida activista argentina por los derechos y reconocimiento de las Personas Trans y la Comunidad LGBT. 
Fundó en el año 1993 la primera y única Red Nacional de Personas Trans en el mundo llamada ATTTA (Asociación de Travestis, Transexuales y Transgéneros de Argentina), la cual años más tarde (2012) logran hacer historia cuando el Gobierno Nacional de Argentina les aprueba la Ley deI dentidad de Género - 26.743

## Biografía
Nació un 22 de octubre de 1970 en La Carlota, provincia de Córdoba. Vivió su adolescencia junto a su familia en Venado Tuerto, provincia de Santa Fe y luego se mudó a Buenos Aires.
Por su identidad de género sufrió acosos y maltratos y debió exiliarse varios años, primero en Uruguay y luego en Europa.

### Activismo
El 25 de junio de 1993 fundó, junto a María Belén Correa y otras activistas, la Asociación de Travestis de Argentina y fue su coordinadora hasta 1995. Posteriormente la organización pasaría a llamarse Asociación Travestis Transexuales Transgéneros Argentinas (A.T.T.T.A). Con el apoyo de esta asociación, lideraría el movimiento por la derogación en 15 provincias de la Nación Argentina de los Códigos de Faltas; estos códigos criminalizaban las identidades trans. El resultado fue la derogación de estos códigos en 14 provincias.
Fue muy activa su lucha por la aprobación de la Ley de Identidad de Género, que le dio derecho a las personas trans a tener un nombre de elección y a la salud integral.
En septiembre de 2005, fue miembro fundadora e integrante de la comisión directiva de la Federación Argentina de Lesbianas, Gays, Bisexuales y Trans (FALGBT). En 2008, realizó actividades varias de prevención e investigación como miembro del Mecanismo Coordinador del País del Fondo Mundial de Lucha contra el Sida, la Tuberculosis y la Malaria,, trabajo que realizó con la Dirección de Sida y Enfermedades de Transmisión Sexual (ETS) del Ministerio de Salud de la Nación.
Falleció sin poder tener acceso al reconocimiento de su identidad de género ya que la ley fue sancionada poco después de su muerte.

## Día de la Promoción de los Derechos de las Personas Trans

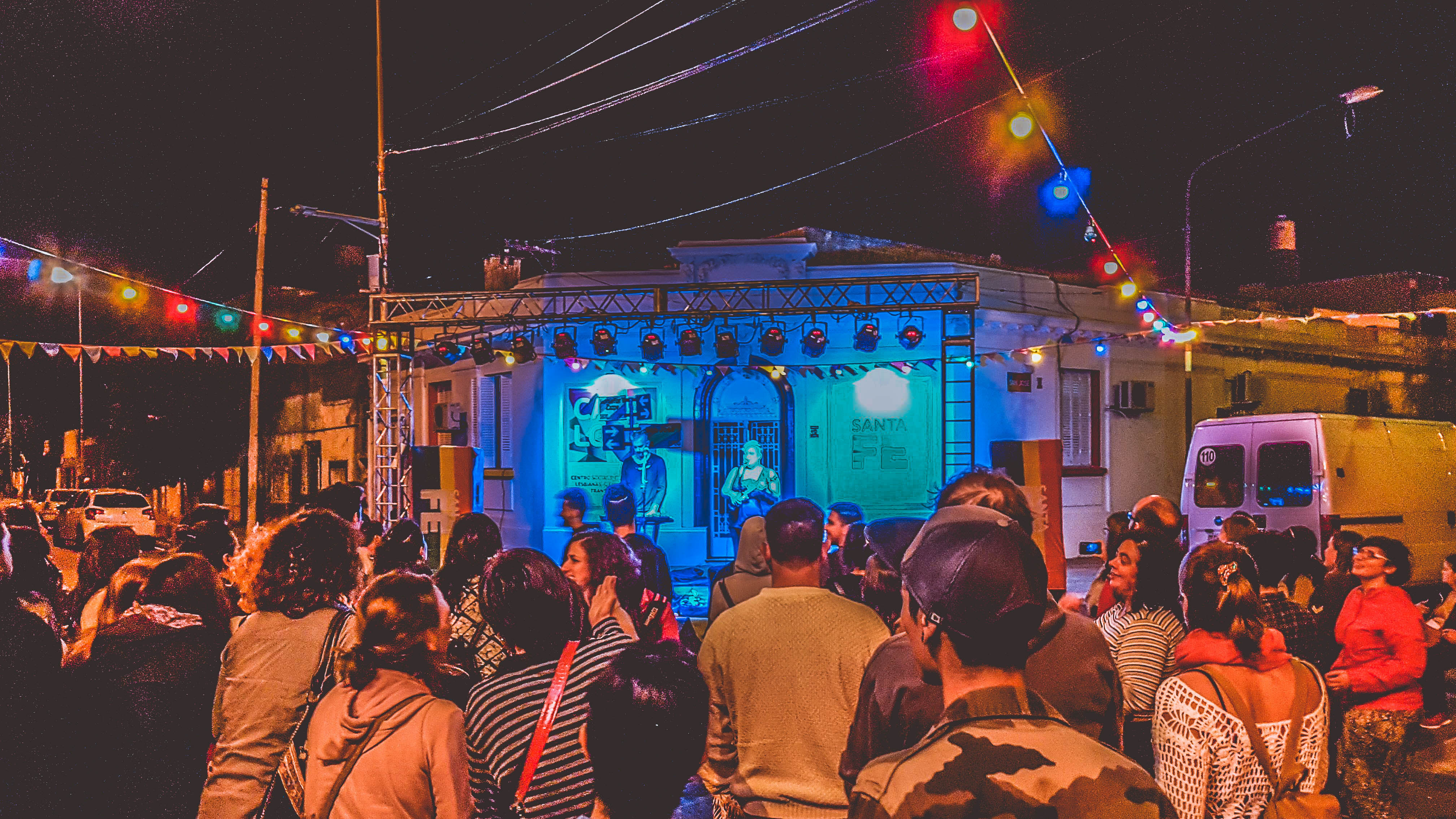
Actividades culturales en la CASA LGBT de la ciudad de Santa Fe 2018 por el Día de la Promoción de los Derechos de las Personas Trans

En homenaje a Claudia Pía Baudracco, la legislatura de la ciudad de Buenos Aires sancionó una ley el 13 de junio de 2013, instituyendo el 18 de marzo como "Día de la promoción de los derechos de las personas trans". La ley se promulgó el 15 de julio del mismo año.

## Filmografía
En 2015 se estrenó "Si te viera tu madre… Huellas de una leona", dirigido por Andrés Rubiño y coproducido por Patricia Rasmussen de ATTTA. El documental fue presentado en el Salón Raúl Alfonsín de la Legislatura porteña.

## Reconocimientos
Con el objetivo de establecer líneas de discusión, intervención en políticas públicas e investigación sobre la diversidad sexual en Argentina y Latinoamérica, FLACSO Argentina, la Subsecretaría de Políticas de Diversidad Sexual de la Provincia de Santa Fe y la Federación Argentina LGBT (FALGBT), crearon las becas "Claudia Pía Baudracco" para la formación doctoral en Ciencias Sociales.
En 2012 se comenzó a gestar el Archivo de la Memoria Trans, proyecto que idearon Baudracco y María Belén Correa reuniendo materiales como fotos, videos y recortes de diarios, que reconstruyan la memoria trans argentina. En el 2014, el Archivo organizó, en la sede de la FALGBT, una muestra llamada "La construcción de una Líder", con fotos, cartas y objetos de Baudracco.
En 2013 se conformó en Mar del Plata la Cooperativa textil "Claudia Pía Baudracco" como una gran alternativa laboral liderada por catorce mujeres trans de la zona.
En 2017 se inauguró en Comodoro Rivadavia el primer centro de Salud inclusivo de la Provincia de Chubut y lleva al nombre de "Claudia Pía Baudracco".